# Ahmed Mekky
Ahmed Mekky (em árabe: أحمد مكي; nascido em Orã, Argélia) é um ator, escritor, cineasta e rapper egípcio.

## Vida pessoal
Ahmed Mekky é filho de mãe egípcia e pai argelino. Foi criado em El-Talbia, distrito El-Haram, em Gizé, Egito, onde gravou a sua canção Wa'fet Nasyt Zaman. A sua irmã Enas Mekky é também actriz. Ele se divorciou em 2013 e tem um filho chamado Adham.
Mekky deteve a sua carreira por um tempo após sofrer o vírus de Epstein Barr (VEB). Ele contigou-se com o vírus após compartilhar garrafas de água com os seus colegas aprendizes no treino de boxe.

## Carreira
Mekky começou a sua carreira após graduar-se na divisão de direcção no Instituto Superior de Cinema do Cairo. Começou a dirigir várias curtas-metragens como Yabanee Asly (Um japonês original) antes de dirigir El Hassa El Sab a (O Sétimo Sentido), protagonizada por Ahmed El -Fishawy, em 2005. Esse trabalho foi adaptado de uma curta-metragem que Mekky previamente tinha dirigido em 2003. Tem colaborado com a sua irmã Enas Mekky na direcção de várias produções de televisão, incluindo Lahazat Hariga (Momentos Cruciais) e Tamer Wa Shaw'eyyah (Tamer e Shaweiyah), na qual também interpretou o papel de Haitham Dabour.
Mekky protagonizou a série de comédia El Kabir Awy do Ramadão egípcio na qual interpretou duas personagens principais, os irmãos que competem pela herança do seu pai defunto. Em 2013, durante a terceira temporada do Kabir Awy introduziu-se um terceiro irmão, também interpretado por ele. Além da sua carreira no cinema, também tem continuado escrevendo canções de rap que apresenta nos filmes ou na internet.

## Filmografia
| Ano                                    | Filme                                                                                              | Papel                                                                        |
| -------------------------------------- | -------------------------------------------------------------------------------------------------- | ---------------------------------------------------------------------------- |
| 2001                                   | Ibn Izz (Rich)                                                                                     | Cameo                                                                        |
| 2004                                   | Tito                                                                                               | Condutor                                                                     |
| 2004                                   | Morgan Ahmad Morgan                                                                                | Dabour                                                                       |
| 2008                                   | The Baby Doll Night                                                                                | Zaghloul                                                                     |
| 2008                                   | H-Dabbour                                                                                          | Haythem Dabbour                                                              |
| 2009                                   | Teer enta (you Fly!)                                                                               | Dr. Baheeg                                                                   |
| 2010                                   | La Tarago' Wala Istislam (Al-Qabda Al-Dameya), (Neither Regression Nor Surrender: The Bloody Fist) | Hazal'om, Adham                                                              |
| 2011                                   | Cimae Ali Baba (Ali Baba's Cinema)                                                                 |                                                                              |
| 2013                                   | Samir Abou Alneil                                                                                  | Samir                                                                        |
| Televisão                              | |                                                                              |
| Ano                                    | Título                                                                                             | Papel                                                                        |
| N/A                                    | Shabab On-line (Online Teens)                                                                      |                                                                              |
| N/A                                    | Lahazat Harega (Critical Moments)                                                                  |                                                                              |
| 2006–2008                              | Tamer Wa Shaw'eyyah                                                                                | Haythem Dabbour                                                              |
| 2010                                   | El Kabeer Awy (The Big Boss)                                                                       | El-Kabeer, El-Kabeer Awy, Johnny El-Kabeer Awy                               |
| 2011                                   | El Kabeer Awy 2 (The Big Boss 2)                                                                   | El-Kabeer, El-Kabeer Awy, Johnny El-Kabeer Awy                               |
| 2013                                   | El Kabeer Awy 3 (The Big Boss 3)                                                                   | El-Kabeer, El-Kabeer Awy, Johnny El-Kabeer Awy, Hazal'om El-Kabeer Awy       |
| 2014                                   | El Kabeer Awy 4 (The Big Boss 4)                                                                   | El-Kabeer, El-Kabeer Gedan, Johnny El-Kabeer Awy, Hazal'om El-Kabeer Awy     |
| 2015                                   | El Kabeer Awy 5 (The Big Boss 5)                                                                   | El-Kabeer, Johnny El-Kabeer Awy, Hazal'om El Kabeer Awy, Naeem El Kabeer Awy |
| 2017                                   | Khalsana B Sheyaka (Ending so Gently)                                                              | Sultão                                                                       |
| Escritor                               | |                                                                              |
| Ano                                    | Filme                                                                                              |                                                                              |
| 2005                                   | Al Hassa Al Sab'a (The Seventh Sense)                                                              |                                                                              |
| 2009                                   | Fo'sh, (Fo'sh)                                                                                     |                                                                              |
| 2009                                   | Teer enta (You Fly!)                                                                               |                                                                              |
| 2010                                   | El Kabeer Awy (The Big Boss)                                                                       |                                                                              |
| Director                               | |                                                                              |
| Ano                                    | Filme                                                                                              |                                                                              |
| 1998                                   | Yabani Asli (short filme) (An Original Japanese)                                                   |                                                                              |
| 2005                                   | Al Hassa Al Sab'a (The Seventh Sense)                                                              |                                                                              |
| 2007                                   | Lahazat Harega (Critical Moments)                                                                  |                                                                              |
| participações em televisão/entrevistas | |                                                                              |
| Ano                                    | Show                                                                                               | Papel                                                                        |
| 2012                                   | Bassem Youssef Barra el Bernameg (Bassem Youssef Outside "El Bernameg")                            | ele mesmo                                                                    |

## Música
Ahmed Mekky também é uma figura conhecida e popular no rap Egípcio, e lançou muitos sucessos tais como Masr Baldy e Wa'fet Nasyt Zaman em 2017.